# Ольшанский, Сергей Петрович
Сергей Петрович Ольшанский (род. 28 мая 1948, Москва) — советский футболист. Мастер спорта (1970), мастер спорта международного класса (1974). Заслуженный работник физической культуры Российской Федерации (1998).

## Биография
Воспитанник юношеской команды московского завода МЭЛЗ, затем — ФШМ (Лужники).
Карьеру на высшем уровне начал в московском «Спартаке».
В 1975 году был призван в ряды Советской Армии. Первоначально оказался в Петропавловске-Камчатском, где был помощником гранатометчика, остаток сезона отыграл в СКА Хабаровск. В межсезонье перешёл в ЦСКА, где и играл до окончания карьеры в 1979 году. В ЦСКА в 1977—1979 гг., как и ранее в «Спартаке», был капитаном команды.
Провёл 19 матчей за первую сборную СССР и 5 матчей — за олимпийскую.
По окончании карьеры окончил высшую школу тренеров. Работал:
- сентябрь 1981 — август 1982, 1985 — июнь 1986 — тренер СДЮШОР ЦСКА.
- сентябрь 1982—1984 — тренер ЦСКА.
- июль 1986—1988 — главный тренер армейской команды из Гвинеи-Бисау.
- с 1989 — вице-президент клуба ветеранов ЦСКА.
- 1989—1991 — инструктор отдела спортигр ЦСКА.
- 1992—1996 — начальник отдела футбола и хоккея ЦСКА.
- 1992—1996 — член исполкома РФС.
- 1997 — старший офицер учебно-спортивного отдела ЦСКА.
- 1997 — технический директор «ЦСКА-Болеар-МГАФК», мини-футбол.
- 1998—2003 — старший инструктор-методист учебно-спортивного отдела ЦСКА.
- 2001—2003 — тренер ФК «Реутов».
- весна 2004 — тренер ФК «Сатурн» Егорьевск.
- с 2005 — начальник ФК «Ника» Москва.

## Достижения
- Чемпион СССР 1969.
- Обладатель Кубка СССР 1971.
- Бронзовый призёр Олимпийских игр 1972.